# أولف فينك
أولف فينك هو سياسي ألماني، ولد في 6 أكتوبر 1942 في فرايبرغ في ألمانيا. نشط حزبياً في الاتحاد الديمقراطي المسيحي. وقد انتخب عضو مجلس الشيوخ عن برلين ‏ (1981 – 1989) وانتخب عضو في برلمان برلين ‏ وانتخب عضو في البوندستاغ الألماني خلال فترته النيابية ‏ (10 نوفمبر 1994 – 26 أكتوبر 1998).

## وصلات خارجية
- أولف فينك على موقع مونزينجر (الألمانية)